# Agroperlit
Perlit je materijal prirodnog porekla, vulkanska stena koja u procesu prerade, izložena visokoj temperaturi uvećava svoju zapreminu i menja unutrašnju strukturu. Nastaju granule male specifične težine, sunđeraste i porozne strukture. Tako dobijen perlit naziva se agroperlit.

## Osobine agroperlita
Zahvaljujući obradi i prirodi materijala agroperlit se odlikuje sledećim osobinama:
- Dobar je deponent vode i rastvora, pH je neutralan, nepovoljan za razvoj patogena, ekološki je pogodan i zdravstveno ispravam
- Dodavanjem agroperlita u zemljište poboljšava se njegov vodno-vazdušni režim kako na mikroplanu (intenzivna proizvodnja biljaka u zatvorenim prostorima), tako i na makroplanu (velike površine ritska i druga zemljišta).
- Korišćenjem agroperlita postiže se produženo dejstvo mineralnih đubriva i pesticida.
- Prisustvo agroperlita u zemljištu onemogućava stvaranje pokorice
- Kod proizvodnje rasada u supstratu sa perlitom ili samom perlitu mnogo je lakše vađenje biljaka, bez oštećenja korena.
- Vazduh unutar granula agroperlita je odličan toplotni izolator tako da sloj agroperlita i zemlje može biti dobra zaštita od mraza.

Zahvaljujući sposobnosti da upijaju i zadržavaju vlagu granule agroperlita upijaju višak vlage iz zemljišta. Kada se koncentracija vlage u zemljištu smanji, granule perlita ispuštaju upijenu vodu i na taj način održavaju povoljan vodno vazdušni režim oko korena biljke. Isti slučaj je i sa rastvorima mineralnih đubriva čime se postiže njihovo produženo dejstvo.

## Biljke se mogu gajiti
- U smeši agroperlita sa raznim supstratima (zemlja, humus, pesak, treset...)
- U čistom agroperlitu (Hidroponija)

## Spoljašnje veze
- O Perlitu